# Catàleg Deutsch

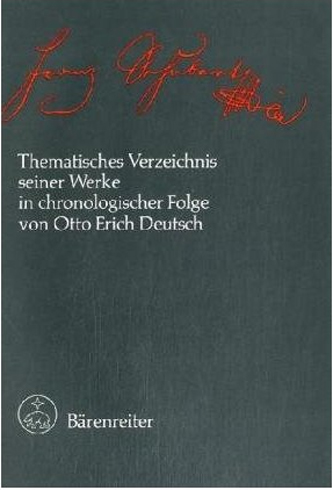
Edició, actualitzada, de 1978

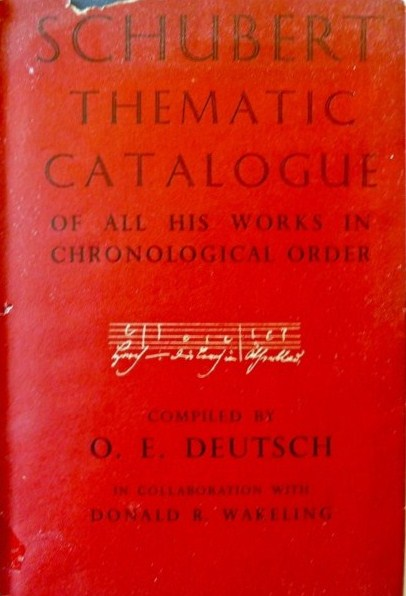
Primera edició, de 1951, del Catàleg Deutsch

El Catàleg Deutsch (en alemany, Deutsch-Verzeichnis) és una compilació numerada de totes les composicions de Franz Schubert, realitzada pel musicòleg austríac Otto Erich Deutsch i publicada el 1951. La inicial "D" del seu cognom precedeix les identificacions numèriques de cadascuna de les obres de Schubert.
Com van ser poques les obres de Schubert publicades abans de la seva mort, tan sols n'hi ha prop d'un centenar amb número d'opus —bàsicament cançons, música de cambra i petites composicions per a piano. Això no representa més que un 10% del total d'obres catalogades per O. E. Deutsch. Per altra banda, la seva seqüència numèrica no és fidel a l'ordre de composició.
El nom complet de la publicació del 1951 a Londres és: Schubert: Catàleg temàtic de totes les seves obres en ordre cronològic (Schubert: Thematic Catalogue of all his Works in Chronological Order, elaborat per O. E. Deutsch, en col·laboració amb Donald R. Wakeling).
El 1978, el mateix Deutsh en va publicar una versió, en alemany, actualitzada. Les poques composicions de les quals es desconeixia la data en publicar la primera edició van rebre un nou número, generalment seguit per una lletra. Així, "D 993" va rebre la identificació "D 2E".